# 解散
解散（かいさん、英: dissolution）は、
- 集まっている人が別れ散ること。

- 会社・法人・団体などの団体組織や、音楽バンド・アイドルグループ・お笑いコンビなどの芸能グループなどが、団体・グループとしての活動を終了して解消すること。なお、地下アイドルの世界では、体制を変更する際の事実上の解散の呼称方法として、表現が回りくどくはなるものの「現体制終了」との呼称に置き換えられることも多々ある[注釈 1]。類似した使い方として、政治の世界では、政党・党派などを解散することを解党（かいとう）という。

- 議会のすべての議員を任期満了前に失職させ、議会を一時的に閉じること。
  - 一般的な議会の解散については解散 (議会)を参照。
  - 日本の衆議院の解散については衆議院解散を参照。

## 日本の会社法
- この節で、会社法は条数のみ記載する。

会社が解散すると、合併・破産の場合を除き清算が開始される。
- 解散の事由（471条）
  1. 定款で定めた存続期間の満了
  2. 定款で定めた解散の事由の発生
  3. 株主総会の特別決議
  4. 合併により当該株式会社が消滅する場合。
  5. 破産手続開始の決定
  6. 解散を命ずる裁判
会社の解散命令（824条）
会社の解散の訴え（833条）

- 休眠会社のみなし解散（472条）

- 株式会社の継続（473条）

次に掲げる事由によって解散した場合には、清算が結了するまで、株主総会の決議によって、株式会社を継続することができる。
1. 定款で定めた存続期間の満了
2. 定款で定めた解散の事由の発生
3. 株主総会の決議

- 解散した株式会社の合併等の制限（474条）
株式会社が解散した場合には、株式会社が存続する合併、他の会社が有する権利義務の全部又は一部の承継する吸収分割をすることができない。

- 持分会社の解散の事由（641条）

- 解散の登記（926条）